# Stanisław Wachowski
Stanisław Wachowski (ur. 1 stycznia 1932 w Gąbinie) – polski inżynier rolnictwa, poseł na Sejm PRL VII kadencji.

## Życiorys
W 1945 został członkiem Organizacji Młodzieży Towarzystwa Uniwersytetu Robotniczego, z którym w 1948 przystąpił do Związku Młodzieży Polskiej. W 1955 wstąpił do Polskiej Zjednoczonej Partii Robotniczej. Zasiadał w plenum jej Komitetu Powiatowego w Gostyninie, a następnie w Wąbrzeźnie. 
W 1955 uzyskał tytuł inżyniera rolnictwa na Wydziale Rolnym Szkoły Głównej Gospodarstwa Wiejskiego w Warszawie. W 1959 został kierownikiem w Państwowych Gospodarstwach Rolnych województwa bydgoskiego, po czym został dyrektorem PGR w Strzykułach. Był radnym Gminnej Rady Narodowej w Ożarowie Mazowieckim. W 1976 uzyskał mandat posła na Sejm PRL w okręgu Warszawa-Wola. Zasiadał w Komisji Handlu Wewnętrznego, Drobnej Wytwórczości i Usług oraz w Komisji Rolnictwa i Przemysłu Spożywczego.

## Odznaczenia
- Złoty Krzyż Zasługi